# Porsche 64
El Porsche 64, también conocido como VW Aerocoupe, Type 64 y Type 60K10, es un automóvil deportivo fuera de serie construido por Porsche y Volkswagen, es considerado por muchos como el primer automóvil de Porsche. El modelo tiene este nombre por el hecho de haber sido construido principalmente con piezas del Porsche Type 60 y el Volkswagen Escarabajo. Su motor bóxer producía 50 CV y podía alcanzar una velocidad máxima de 153 km/h.

## Historia
Durante el desarrollo del Escarabajo, Ferdinand Porsche presentó a los responsables de Volkswagen una propuesta de coche deportivo, el Typ 64. Originalmente sería construido sobre la plataforma del Escarabajo, con el mismo motor, sin embargo aumentado para 1,5 L, llegando como mínimo a 160 km/h, y carrocería mucho más aerodinámica. Entretanto, bajo alegaciones de que el proyecto no estaría de acuerdo con una imagen de austeridad pretendida por el gobierno nazi, la propuesta de Porsche fue rechazada.

### Typ 114
Porsche entonces resolvió aprovechar la oportunidad para realizar un antiguo sueño, construir su propia fábrica de automóviles, un sueño que él alimentaba desde antes de entrar en Mercedes-Benz. Luego, él y su hijo, Ferry Porsche, iniciaron los trabajos necesarios para adaptar la producción del proyecto original para la realidad de una firma independiente.
Su plan incluía la compra de un suplemento de partes originales de Volkswagen para uso en los coches, pero debido a entraves burocráticos que impedían que una firma pública vendiese piezas para una firma particular, Porsche necesitó reproyectar todo, desde el motor hasta la suspensión. El proyecto fue entonces renombrado Type 114, o F-Wagen (un juego de palabras con los P-Wagen de Auto Union y Ferdinand). 
Muy diferente de la idea original para el modelo 64, el coche presentaría un motor V10 de 1.493 cc (novedad en la época), con cilindros en ángulo de 72°, refrigerado por agua, posicionado entre los pasajeros y el eje trasero, y con radiador en el frente. La suspensión sería independiente en el frente y por semiejes en la trasera, con frenos de tambor en las cuatro ruedas. La carrocería de aluminio, proyectada con el auxilio de túneles de viento, sufriría algunas modificaciones, pero continuaría semejante a la del Volkswagen de la época.
Las esperanzas de los Porsche de producir este coche infelizmente no llevaron el proyecto además de un modelo en escala y diseños incompletos del proyecto - las tensiones internacionales y las crisis económicas impedirían la fundación de lo que vendría a ser Porsche en aquella época. La suspensión trasera proyectada para el coche, entretanto, acabó vendida para Volkswagen.

### Typ 64
Sin embargo, sorprendentemente, la guerra no estaba enfriando el ánimo de los alemanes para las carreras. Los responsables de la programación apuntaron para 1939 una carrera entre Berlín y Roma. Viendo en esto una oportunidad de promover la superioridad de la ingeniería alemana y Volkswagen al mismo tiempo, el responsable de la organización, Mayor Hühnlein, que era próximo a Hitler, volvió su atención nuevamente hacia Ferdinand Porsche. Valiéndose de todo el trabajo que ya había hecho en el proyecto del 114, Porsche argumentaba que, aunque el proyecto original del Escarabajo fuese el de un coche económico (y lento), un coche deportivo muy eficiente podría ser construido en su plataforma. 

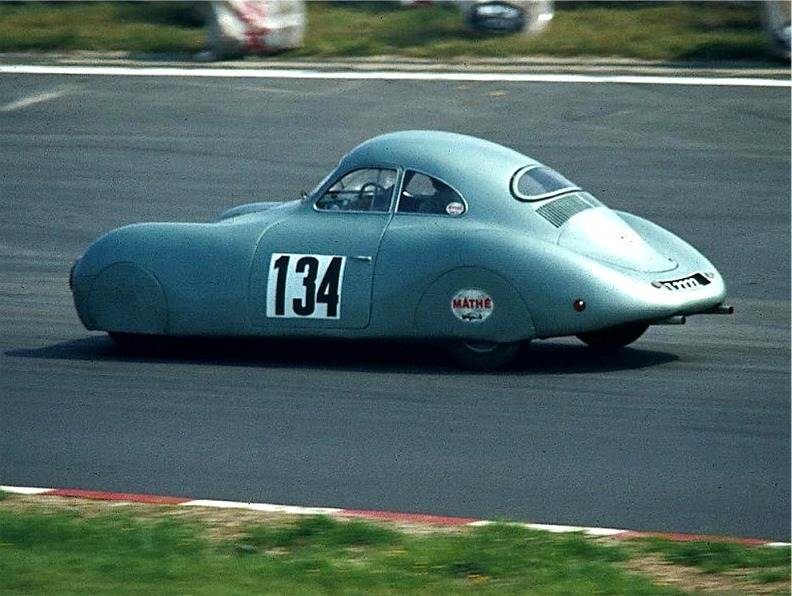
VW Typ 60K10.

Luego el proyecto recibió señal verde. Sin embargo, al contrario del deseo original de su creador, apenas tres unidades serían producidas especialmente para el evento, en una estrategia de relaciones públicas. Hechos a mano, las carrocerías en aluminio fueron construidas por la fábrica de carrocerías Reutter (que más tarde se haría conocida como Recaro). Utilizaban la plataforma original del Escarabajo, con las mismas medidas y la misma suspensión. El motor de 985 cc, entretanto, por medio de la doble carburación, válvulas mayores y tasa de compresión mayor, pasaría a desarrollar 50 caballos. El producto final, semejante al Escarabajo pero evidentemente mucho más deportivo, llegaba a más de 150 km/h, pesando apenas 540 kg. Su nombre oficial, 60K10, reflejaba el hecho de que era basado en el modelo 60, con el 10° estudio de carrocería (Karrocerie en alemán).
Aunque los coches quedaron listos a tiempo, la carrera acabó por no realizarse. Los coches entonces fueron distribuidos entre el personal de la fábrica y del gobierno. Uno de ellos, de posesión del burócrata de Kraft durch Freude (Volkswagen), Bodo Lafferentz, acabó golpeado y sus restos aparentemente no sobrevivieron a la guerra. Los dos restantes fueron dejados a cargo de la familia Porsche. Ellos acabaron utilizando sólo uno, y pusieron el otro en el garaje. En mayo de 1945, tropas estadounidenses descubrieron el que fue puesto en el garaje, cortaron el techo y lo utilizaron como coche de paseo, hasta que el motor estalló, semanas después - yendo a parar en el chatarrero. El último remanente quedó con Ferry Porsche, que lo restauró en Pininfarina en 1947. En 1949 fue vendido al motociclista austríaco Otto Matte, que venció con él el Rally Alpino en 1950. La última vez que lo condujo fue en la Monterey Historic Races en Monterrey, California, en 1982.
Otto Mathé mantuvo la posesión del coche hasta su muerte en 1995. Dos años después fue comprado por Thomas Gruber que en agosto de 2019 lo sacó a subasta en la semana del motor de Monterrey pero debido a un error del operario de pantalla al transcribir cantidades (confundiendo 17 con 70 millones, por su pronunciación parecida en inglés seventeen y seventy respectivamente) y, al no superar la cifra del precio de reserva, no se llegó a subastar.

## Legado
Aunque el proyecto 114/Typ 64 nunca haya entrado en producción, su legado está presente en los Porsche actuales. Después de la Segunda Guerra Mundial, Ferry Porsche comenzó a construir sus famosos coches basados en el Escarabajo, y eventualmente comenzó a producir los 356, en concepto idéntico al Type 64. Aunque el 114 haya sido sólo un proyecto, y el 60K10 apenas una serie de prototipos, los estudios y soluciones relacionados al proyecto tuvieron un gran impacto en el futuro de Porsche, ayudándola a hacerse la fuerza en el mundo automotivo que es hoy.